# Stretto di Hormuz
Lo Stretto di Hormuz o Stretto di Ormuz (in persiano تنگه هرمز ‎, Tangeh-ye Hormoz, in arabo مضيق هرمز‎?, Madīq Hurmuz) è uno stretto che divide la penisola arabica dalle coste dell'Iran, e mette in comunicazione il Golfo di Oman a sud-est, con il Golfo Persico ad ovest.

## Geografia
Il braccio di mare lungo circa 60 km e largo 30 che separa l'Iran, a nord, dalla penisola Musandam, exclave dell'Oman nel territorio degli Emirati Arabi Uniti, a sud, descrive una specie di gomito ed è un punto di grandissima importanza strategica poiché qui transita circa un quarto della produzione mondiale di petrolio. Sul lato ovest del gomito, presso le coste iraniane, si trova l'isola di Hormuz.

## Traffico commerciale
Un tempo la zona attorno allo stretto di Hormuz era infestata dai pirati, mentre oggi è una rotta commerciale attraversata dalle petroliere, regolato da percorsi stabiliti in comune tra Iran ed Oman a seguito di accordi stipulati nel 1975 e regolamentati severamente al fine di evitare collisioni, utilizzando uno schema di separazione del traffico.